# Дигитека
«Дигитека» — благотворительный книжный проект, который реализуется в рамках научно-просветительской программы «Всенаука». В рамках проекта был создан навигатор по научно-популярным книгам, некоторые из которых начали распространяться бесплатно в электронном виде.

## История
Проект «Дигитека» базируется на экспертном опросе, который был проведен в 2019 году в рамках просветительской программы «Всенаука» с участием около 500 экспертов. В результате опроса были определены ключевые темы, формирующие современную научную картину мира. По этим тематикам в дальнейшем отбирались научно-популярные книги для «Дигитеки».

## Книжный навигатор
В ходе реализации проекта «Дигитека» в 2020 году был проведен анализ научно-популярной литературы, выпущенной на русском языке. По ключевым темам было отобрано более 1400 книг и организована их экспертная оценка по нескольким критериям. В число экспертов вошли известные ученые, преподаватели, википедисты, популяризаторы науки, известные блогеры, библиотекари.
По информации от разработчиков в результате отбора и оценки книг был создан навигатор — специализированная поисковая система, которая позволяет пользователю получать полезную информацию о книгах из «Дигитеки».

## Бесплатные книги
С февраля 2021 года началась бесплатная раздача книг из «Дигитеки» в электронном виде. В число книг, распространяемых бесплатно, вошли книги, получившие высокие оценки экспертов и охватывающие все ключевые темы. Со слов одного из ведущих разработчиков Георгия Васильева, итогом стала подборка, которая рассказывает о том, как устроен современный мир, общество и человек.
Организаторы проекта «Дигитека» приобрели соответствующие права у российских издательств научно-популярной литературы. Книги также были опубликованы в Национальной электронной библиотеке, и в приложении НЭБ «Свет». На 2021 год право бесплатного распространения книг было ограничено 2–3 годами.
С февраля 2024 года бесплатная раздача книг прекращена в связи с истечением срока лицензий, выданных правообладателями.

## Финансирование проекта
Чтобы приобрести у издателей права для бесплатного распространение книг, организаторы проекта «Дигитека» провели благотворительный сбор средств. В краудфандинге на платформе Planeta.ru приняли участие около 1300 человек, пожертвовавших приблизительно 1,7 млн рублей. На сайте программы «Всенаука» указано также, что проект реализуется с использованием средств из Фонда президентских грантов, однако организаторы проекта утверждают, что выкуп книг производился только на частные пожертвования. А средства Фонда президентских грантов использовались на подготовительной стадии — для отбора и экспертизы книг.

## Общественный резонанс
В течение месяца после начала бесплатной раздачи с сайта «Всенаука» было скачано около 3 миллионов электронных экземпляров книг. По словам Георгия Васильева, в розничных ценах это составляет 1,2 млрд рублей. Георгий Васильев заявил, что «... если бы издательства продолжали продавать электронные книги в прежнем порядке, им бы понадобилось около трехсот лет, чтобы распространить то же число книг, что мы распространили за три дня».
Член комиссии РАН по борьбе с лженаукой, научный журналист Александр Сергеев критиковал проект за разделение книг на более и менее качественные, полагая, что высокий интерес к десяткам бесплатных книг снизит интерес к остальным научно-популярным книгам. Павел Подкосов, руководитель издательства «Альпина нон-фикшн», принявшего участие в проекте, полагает, что «Дигитека» подстегнет интерес к научно-популярной литературе в целом.
Идею поддержала РАН, вице-президент Алексей Хохлов прокомментировал: «Российская академия наука рада предоставить экспертов, площадку для размещения книг и частично финансирование для того, чтобы лучшие научно-популярные книги стали доступны каждому любознательному человеку». О поддержке проекта заявила Российская государственная библиотека.
«Российская газета» назвала «Дигитеку» «грандиозным проектом» и отметила, что важной задачей проекта является сделать научно-популярную литературу доступной легально. Журнал «Наука и жизнь» отметил: «хорошие книги можно будет скачать бесплатно, это не только поможет тем, кому они не по карману, но и сделает эти книги более известными среди широкого круга читателей».